# Доубек, Далибор
Далибор Доубек (чеш. Dalibor Doubek; 25 сентября 1898, Табор — 12 июля 1955, Писек) — чешский музыкальный педагог и дирижёр.
Окончил Пражскую консерваторию (1917) по классу органа Йозефа Клички. В 1917—1922 гг. преподавал музыку в гимназии Крагуеваца, затем преподавал в Пршелоуче, Колине, Подебрадах. В 1933—1936 гг. изучал дирижирование под руководством Вацлава Талиха. В 1939—1943 гг. руководил любительским оркестром в Ческе-Скалице. Спорадически выступал как пианист и органист.
С 1943 года работал в Оломоуце, собрал и возглавил любительский оркестр. В мае 1945 года, сразу после освобождения Чехии от немецкой оккупации, на основе этого коллектива был создан Городской симфонический оркестр Оломоуца, вскоре переименованный в Моравский филармонический оркестр; уже 26 мая оркестр под управлением Доубека дал первый концерт, исполнив симфоническую поэму Бедржиха Сметаны «Моя страна». В новый коллектив были собраны как музыканты из нескольких действовавших до этого в Оломоуце составов, так и приезжие исполнители (особенно из Ческе-Будеёвице). В сезон 1945—1946 гг. оркестр под руководством Доубека вступил с 52 музыкантами, а в его программе сочетались произведения Чайковского, Берлиоза, Дебюсси, Респиги, чешских композиторов.
Затем, однако, к руководству оркестром был привлечён более именитый дирижёр Франтишек Ступка, а Доубек возглавил музыкальную школу в Рымаржове. В 1949—1951 гг. директор музыкальной школы в Есенике, затем до конца жизни руководил Музыкальной школой имени Отакара Шевчика в Писеке (с перерывом в 1952—1953 гг., когда он занимал должность краевого инспектора музыкальных школ в Ческе-Будеёвице).